# Deutz F4L 514/54
Der Deutz F4L 514/54 (ab 1956 als Deutz F4L 514/4 bezeichnet) ist ein Schlepper, den Klöckner-Humboldt-Deutz von 1952 bis zum Produktionsbeginn des Nachfolgemodells F4L 514/7 im Jahre 1957 herstellte. Er sollte den wassergekühlten F3M 417 ersetzen und wurde entsprechend leistungsfähig und mit einer hohen Zughakenkraft gebaut. In der Typenbezeichnung werden die wesentlichen Motorkenndaten angegeben: Fahrzeugmotor mit 4-Zylindern und Lüftkühlung der Baureihe 5 mit einem Kolbenhub von 14 cm. Hinter dem Schrägstrich wird die eigentliche Modellnummer angegeben.
Er hat einen luftgekühlten Vierzylinder-Dieselmotor mit einem Hubraum von 5322 cm³; die Motorhaube ist geteilt. Der Motor leistet 60 PS (44,1 kW) und beschleunigt den Schlepper in der Schnellgangvariante auf bis zu 26 km/h. Zudem verfügt der Schlepper über ein hochbelastbares ZF-A-26-Getriebe mit fünf Vorwärts- und zwei Rückwärtsgängen. Es ist mit dem u-förmigen Halbrahmen zu einem tragenden Bauteil verbunden (Halbrahmenbauweise).
Mit seiner Leistungsfähigkeit sowie seiner Größe war der F4L 514/54 das Flaggschiff unter den Radschleppern von Deutz und zählte zudem zu den stärksten Schleppern seiner Zeit. Auf Wunsch konnte er mit Fahrerkabine ausgestattet werden. Der Listenpreis 1955 betrug 16.950 DM und lag damit so hoch, dass fast nur Großbetriebe und Lohnunternehmen den Schlepper kauften.